# شيرين دعيبس
شيرين دعيبس (مواليد 1976)  هي ممثلة ومخرجة ومنتجة وكاتبة سيناريو فلسطينية أمريكية. تم اختيارها كواحدة من أفضل 10 مخرجين يجب متابعتهم من قبل مجلة فارايتي في عام 2009، وفي عام 2010 حصلت على زمالة الفنانين الأمريكيين (الولايات المتحدة الأمريكية). في عام 2022، تم ترشيحها لجائزة الإخراج المتميز لمسلسل كوميدي عن عملها في المسلسل التلفزيوني فقط جرائم القتل في المبنى. في مارس 2022، تم تكريمها بجائزة للتميز الثقافي من قبل مؤسسة تكريم لعملها على التمثيل العربي الأصيل في هوليوود.

## سيرتها
ولدت شيرين دعيبس في أوماها، نبراسكا والدها طبيب من أصل فلسطيني، ووالدتها من مدينة السلط، الأردن. ترعرعت في أوهايو والأردن. حازت على البكالورياس بامتياز في الكتابة الإبداعية والاتصالات من جامعة سينسنيتي ونالت الماجستير من كلية الفنون في جامعة كولومبيا عام 2004.
نشأت في بلدة سيلينا الصغيرة في ولاية أوهايو، وقضت العديد من فصول الصيف في الأردن. زارت دعيبس فلسطين لأول مرة عندما كان عمرها 8 سنوات. تم احتجازها هي وعائلتها على الحدود الإسرائيلية لمدة 12 ساعة، وتم تفتيشها عارية مع شقيقاتها. هذه الحادثة من شأنها أن تجعلها تفهم "ماذا يعني أن تكون فلسطينيًا". لم تعد إلى فلسطين إلا بعد عشرين عامًا. وهي تعرف نفسها كمسلمة.
في الولايات المتحدة، كان مسقط رأسها مأهول بشكل أساسي بعائلات من الطبقة المتوسطة من أصول ألمانية. عند عودتها من رحلاتها إلى الشرق الأوسط ، سُئلت عما إذا كانت هناك هواتف وسيارات في الأردن. باعتبارها فلسطينية أمريكية، رفضت شيرين أن يُنظر إليها على أنها دخيلة، واختارت بدلاً من ذلك الاندماج في الثقافة التي وجدت نفسها فيها. مع ذلك، عندما اندلعت حرب الخليج في عام 1990، تغيرت الأمور بالنسبة لها ولأسرتها. لقد فقد والدها العديد من مرضاه، وتم وصف والدتها بـ "العاهرة العربية"، وبدأت عائلتها تتلقى تهديدات بالقتل. رغم أن دعيبس ليس لها إخوة، فقد بدأت شائعة مفادها أن احاها كان يقاتل في جيش صدام حسين. وفي هذا الوقت أيضًا، تم التحقيق مع عائلتها من قبل جهاز الخدمة السرية بسبب شائعة زعمت أن أختها هددت بقتل جورج بوش الأب، الذي كان رئيسًا في ذلك الوقت.
تزعم دعيبس أنها واجهت أزمة هوية بعد هذه الحوادث، حيث أدركت حقيقة أنها "عربية في أمريكا". قد أثرت هذه الأحداث على رغبتها في صناعة الأفلام. كانت في الرابعة عشرة من عمرها عندما أدركت أن لا أحد يصور حياة العرب في أمريكا بدقة، ورأت أن هناك حاجة ماسة لتغيير الطريقة التي يتم بها تصوير العرب في وسائل الإعلام. بعد سنوات، التحقت بدراسة صناعة الأفلام في جامعة كولومبيا، وصنعت أفلامًا تمثل تجاربها كأمريكية عربية، بهدف تغيير الصور النمطية السلبية في صناعة الأفلام التي ساهمت في العنصرية التي عانت منها.

## حياتها العلمية
حصلت شيرين دعيبس على درجة البكالوريوس مع مرتبة الشرف في الكتابة الإبداعية والاتصالات من جامعة سينسيناتي ودرجة الماجستير في الفنون الجميلة في مجال الأفلام من كلية الفنون بجامعة كولومبيا في عام 2004.

## حياتها العملية
تُعرّف دعيبس نفسها بأنها إنسانية، وتصف ذلك بكلماتها، "بعد سنوات من العمل في واشنطن العاصمة، أدركت أنني أستطيع الوصول إلى المزيد من الناس والتأثير على المزيد من التغيير من خلال الخيال أكثر من السياسة." هي تعتقد أن الوسيلة أداة قوية عند مناقشة قضايا مختلفة، وتقول إنها بسبب نشأتها بين الشرق الأوسط والغرب الأوسط، فإنها تمتلك منظورًا فريدًا، وهو المنظور الذي أرادت أن تمثله في أفلامها. ونتيجة لذلك، فإن أفلامها هي إلى حد ما سيرة ذاتية، والتأثيرات المستمدة من حياتها الشخصية واضحة تمامًا. ولذلك، تتناول أفلامها موضوعات الهجرة، والتمييز، والاستيعاب الثقافي، والأسرة. يكمل أول فيلمين روائيين لها بعضهما البعض، وكما تقول شيرين، فإن الفيلمين "يكملان ثنائيًا . كان فيلم "أمريكا" يتحدث عن كونك عربيًا في أمريكا، وكان فيلم "مايو في الصيف" يتحدث عن كونك أمريكيًا في الشرق الأوسط . يمثل الفيلمان اندماج عالمين منفصلين، وفي كثير من الأحيان التصادم بينهما.
ظهرت دعيبس لأول مرة في فيلم أمريكا والذي عرض لأول مرة في مهرجان صندانس السينمائي عام 2009. كما افتتح الفيلم بإشادة نقدية في أماكن مهمة أخرى. تم إصدار قرص DVD للفيلم في 12 يناير 2010 مع تمنى أمنية.
عُرض فيلمها الروائي الثاني " مايو في الصيف" في ليلة افتتاح مهرجان صاندانس السينمائي لعام 2013. سيتم عرض الفيلم الروائي الطويل الثالث All That's Left Of You في مهرجان صاندانس السينمائي لعام 2025. لديها مشروعين قادمين. وبحسب ما ورد لن يكون أحدهما مرتبطًا بجذورها في الشرق الأوسط وسيكون نوعًا من الكوميديا. والأخر سيكون باللغة العربية، وستدور أحداثها في فلسطين.

#### أمريكا
كان فيلم "أمريكا " أول فيلم روائي طويل للمخرجة شيرين، وتقول إنه "مستوحى بشكل فضفاض من أحداث حدثت لنا خلال حرب الخليج الأولى". يحكي قصة منى فرح، وهي امرأة فلسطينية مطلقة، وابنها فادي. تعمل منى في الضفة الغربية، ويجب عليها أن تذهب لإحضار ابنها من المدرسة كل يوم. ولكي يتمكنوا من العودة إلى منازلهم، يتعين عليهم عبور نقطة تفتيش إسرائيلية حيث يتعرضون للمضايقات. في أحد الأيام، تكتشف منى أنها حصلت على البطاقة الخضراء عن طريق اليانصيب. سئمت من وضع معيشتها، فقررت حزم أمتعتها والسفر إلى الولايات المتحدة مع ابنها. وتدور أحداث الفيلم بعد غزو العراق عام 2003، ويواجه الثنائي بعض المشاكل في الجمارك. بعد اكتشافها اختفاء صندوق البسكويت الذي يحتوي على مدخرات حياتها في المطار، تقرر منى أنها بحاجة إلى البحث عن وظيفة. ومع ذلك، فإن مؤهلاتها العديدة لا تضمن لها الحصول على وظيفة ذات أجر مرتفع، ولذلك ليس لديها خيار سوى قبول وظيفة في وايت كاسل. إلى جانب هذه الصعوبات، تكتشف منى أيضًا أن أسرتها تواجه قدرًا كبيرًا من التمييز في سياق ما بعد أحداث 11 سبتمبر وحرب العراق. تتلقى عائلتها تهديدات، ويخسر صهرها المرضى. لاحقًا، يدخل فادي في شجار في المدرسة مع أطفال آخرين يتأثرون بالمعلومات التي يتلقونها من وسائل الإعلام. حتى أن زملاءه في الفصل يذهبون إلى حد الذهاب إلى وايت كاسل وإلقاء تعليقات لاذعة على منى، التي ينتهي بها الأمر إلى إيذاء نفسها بعد انزلاقها على مشروب سكبه أحد الأطفال. عندما يتم القبض على فادي بعد التسبب في قتال بعد هذه الحادثة، يتحدث مديره السيد نوفاتسكي نيابة عنه ويساعد في إطلاق سراحه. وينتهي الفيلم بدعوة منى للسيد نوفاتسكي لتناول العشاء، ويبدأ الجميع بالغناء والرقص. تعكس القصة الواقع القاسي الذي يواجهه العديد من المهاجرين.

#### مايو في الصيف
كان فيلم "مايو في الصيف" هو الفيلم الروائي الطويل الثاني للمخرجة دعيبس وتم تصويره في الأردن، حيث قضت صيفها هناك. لم تكتف بكتابة الفيلم وإخراجه وإنتاجه فحسب، بل كان هذا أيضًا أول ظهور لها كممثلة. تدور القصة حول ماي برينان، وهي مؤلفة ناجحة من مدينة نيويورك مخطوبة لزياد. يخطط الاثنان للزواج في مسقط رأسها عمان. عندما وصلت إلى الأردن، رفضت والدتها نادين، المسيحية المولودة من جديد ، بشدة فكرة زواج مي من رجل مسلم. شقيقتاها الصغيرتان داليا وياسمين صعبتا المراس أيضًا. يقرر والدها المنفصل عنها إدوارد أيضًا الظهور ويريد إصلاح الأمور. مع اقتراب يوم زفافها، يتعين على ماي التعامل مع المزيد من القضايا من ماضيها، حيث يتعين عليها أن تتذكر التفاصيل المؤلمة لطلاق والديها. "مايو في الصيف" هي قصة عن التوفيق بين القيم الحديثة والتقليدية.

#### تلفزيون
بدأت شيرين دعيبس مسيرتها المهنية ككاتبة في البرنامج التلفزيوني الشهير كلمة إل . كما أخرجت حلقات من مسلسل رامي، أوزارك ، والخاطئ ، وجرائم القتل فقط في المبنى.

#### الهامها
نشأت دعيبس وهي تشاهد الأفلام المصرية. كانت عائلتها تمتلك مجموعة ضخمة من أشرطة الفيديو للأفلام المصرية، ووصفتها بأنها كانت بداية تعليمها في مجال السينما. إن فيلمي إي تي و ساحر أوز (فيلم1939) هما فيلمان أمريكيان أثرا على تصورها لما يمكن أن تسعى الأفلام إلى تحقيقه. كما ذكرت مايك لي، وجون كاسافيتس، وروبرت ألتمان باعتبارهم مؤثرين شخصيين، بالإضافة إلى أفلام مثل الضربات الربعمائة (فيلم)، و سارق الدراجة (فيلم)، والخوف يأكل الروح (فيلم) ، و امرأة تحت التأثير (فيلم)، والفتاة العاملة (فيلم)، و راعي البقر منتصف الليل (فيلم)، وفي مزاج للحب. تعتبر هذا الفيلم الأخير ربما هو المفضل لها على الإطلاق.

## فيلموغرافيا

#### الفيلم
| سنة  | عنوان                | دور                           | ملحوظات   |
| ---- | -------------------- | ----------------------------- | --------- |
| 2003 | ناداه                | الكاتب                        | فيلم قصير |
| 2004 | مذكرات زوجة أب شريرة | منتج، مخرج، كاتب              | فيلم قصير |
| 2004 | الحذاء الأسود الصغير | الكاتب                        | فيلم قصير |
| 2006 | تمنى أمنية           | منتج ومخرج                    | فيلم قصير |
| 2009 | أمريكا               | منتج تنفيذي، مخرج، كاتب       |           |
| 2013 | لا كلمة أخرى         | منتج، مخرج، كاتب              | فيلم قصير |
| 2013 | مايو في الصيف        | منتج، مخرج، كاتب، ممثل (مايو) |           |
| 2014 | فيلا توما            | الممثلة (أنطوانيت توما)       |           |
| 2021 | تالاهاسي             | ممثل                          | فيلم قصير |
| 2025 | كل ما تبقى منك       | منتج، مخرج، كاتب، ممثل (حنان) |           |
| 2025 | نسور الجمهورية       | الممثلة (رولا)                |           |

#### التلفزيون
| سنة       | عنوان                     | دور                             | ملحوظات |
| --------- | ------------------------- | ------------------------------- | ------- |
| 2005      | كلمة D                    | مخرج وكاتب                      |         |
| 2006–2008 | كلمة L                    | منتج مشارك وكاتب                |         |
| 2015–2017 | كوانتيكو                  | منتج، مخرج، كاتب                |         |
| 2016–2017 | الإمبراطورية              | مشرف على المنتج والمخرج والكاتب |         |
| 2017–2018 | الخاطئ                    | مخرج                            |         |
| 2018      | دفعة                      | مخرج                            |         |
| 2018      | حلو ومر                   | مخرج                            |         |
| 2018–2019 | رامي                      | المنتج التنفيذي المشارك والمخرج |         |
| 2020      | أوزارك                    | مخرج                            |         |
| 2020      | صوت صغير                  | مخرج                            |         |
| 2021–2023 | جرائم القتل فقط في المبنى | مخرج                            |         |
| 2022      | شهر                       | الممثلة (نادية نجار)            |         |
| 2022      | الاستقراءات               | الممثلة (لينا)                  |         |
| 2024      | يسقط                      | ممثل (بيردي)                    |         |

## روابط خارجية
- شيرين دعيبس على موقع IMDb (الإنجليزية)
- شيرين دعيبس على موقع ألو سيني (الفرنسية)
- شيرين دعيبس على موقع أول موفي (الإنجليزية)
- شيرين دعيبس على موقع قاعدة بيانات الفيلم (الإنجليزية)
- شيرين دعيبس على موقع كينوبويسك (الروسية)